# Ініго I (дукс Памплони)
Ініго I Аріста (*Eneko Aritza, між 770 до 790 —851 або 852) — дукс Памплонський (Наваррський) у 824-851/852 роках. Араби кликали його «Уаннаго».

## Біографія

### Боротьба за владу
Походив із знатного баскського роду. Син Ініго Хіменеса з гірської частини, де в подальшому утворилося графство Біггор. Прізвисько «Аріста» він отримав від назви місцевості, звідки він був родом. У перекладі з баскської воно означає «Скеля». Тому деякі дослідники вважають Арісту позначенням якостей Ініго у значені «значний» (високий) або «пружний». Старша сестра Ініго була видана заміж за Мусу ібн Мусу з роду Бану-Касі, мусульманського валі Тудели.
Попри те, що Ініго був християнином, він уклав союз з маврами проти франків і їхніх прихильників з гасконського роду Веласко. Останній спираючись на підтримку Імперії франків, графи якої на Асамблеї в Тулузі 798 року ухвалили рішення про наступ на маврів, розпочав боротьбу за гірські перевали в Піренеях. У 799 році війська Веласко вбили Мутарріфа ібн Мусу, арабського правителя Памплони, і допомогли франкам поширити свій вплив на Наварру. Цей наступ тривав протягом 801—806 роках.
У 816 році мусульмани на чолі з Абд аль-Карімом ібн Абд аль-Вахідом виступили проти франків та гасконців на чолі з Веласко. Першого підтримав Ініго Інігес, іншого — Альфонсо II, король Астурії, баскський вождь Санчо і франкські загони. Згодом фактично Ініго очолив боротьбу проти франків та їхніх союзників. У 818 році в союзі з маврами Ініго завдав поразки франкам неподалік під Памплони.
У 820 році втрутився у боротьбу у графстві Арагон, вигнавши союзника Франкського королівства — Аснара I, поставивши замість Гарсію ель-Мало, свого зятя.

### Володарювання
У 824 році остаточно вигнав франків з Наварри, завдавши рішучої поразки ворогам у битві на перевалі Ронсенваль (так звана Третя Ронсельвальска битва). Слідом за цим баски проголосили його володарем Памплони. Він мав титул «дукса», статус якого достеменно не визначено: правитель або герцог. 832 року після припинення роду графів Собрарбе, як найближчий родич останнього графа Санчо Гарсеса приєднав Собрарбе до своїх володінь.
Намагався балансувати між Кордовським еміратом і державою франків. У 840 році спрямував війська на чолі із сином Гарсія, братом Фортуном Інігесом, небіжем Мусою ібн-Касі, проти Кордовського емірату. У відповідь на це 841 року проти коаліції виступив емір Абд-ар-Рахман II.
У 842 році на Памплону напали вікінги і захопили в полон сина Ініго (ймовірно Галіндо), зажадавши натомість величезний викуп. У битві з норманами Ініго I було важко поранено і паралізовано. 843 року війська Памплони на чолі із Фортуном Інігесом зазнали поразки від військ емірату. Протягом десяти років Памплоною правив його син Гарсія як регент. 844 року призначив іншим регентом свого брата Хімено.
845 року було укладено мирний договір з Кордовським еміратом. Втім 850 року війська Памплони підтримали повстання Бану-Касі проти емірату. Водночас було спрямовано делегацію до Карла II Лисого, щодо допомоги проти маврів, але посольство Памплони не досягло успіху.
Після смерті Ініго I у 851 або 852 році владу успадкував його брат Хімено та син Гарсія.

## Родина
Дружина — Онека (Тода), ймовірно донька Веласко, володаря Памплони.
Діти:
- Гарсія (805/810—870), король у 852—870 роках
- Галіндо (д/н—бл. 842/851)
- Нуніла (бл 803—д/н), дружина Гарсії Галіндес ель-Мало, графа Арагону
- Ассона (д/н), дружина Муси ібн-Муси, валі Тудели та Уески.